# Кукуевка (Сосковский район)
Кукуевка — деревня в Сосковском районе Орловской области России.
Входит в состав Сосковского сельского поселения.

## География
Расположена на правом берегу реки Шатоха северо-западнее деревни Рубчая, с которой соединена просёлочной дорогой.

## История
По состоянию на 1927 год принадлежала Сосковскому сельскому совету Сосковской волости Орловского уезда. Её население составляло 316 человек (143 мужчины и 173 женщины) при 73 дворах.

## Население
| 2010 |
| ---- |
| 20   |